# Robert Ozanne
Robert Marcel Achille Ozanne est un acteur français, né à Paris 12e le 3 mai 1902 et mort à Limeil-Brévannes (Val-de-Marne) le 14 septembre 1941.

## Biographie
Il apparaît dans une soixantaine de films français à partir de 1932 et jusqu'à sa mort prématurée. Il a fait également partie des Frères Jacasse avec Michel Aumont, Claude Dauphin et Blanche Montel qui tenaient une chronique humoristique sur Le Poste Parisien dans les années d'avant-guerre et qui leur valu parfois quelques ennuis judiciaires avec des auditeurs mécontents.
Atteint de tuberculose, il meurt au sanatorium de Limeil-Brévannes à l'âge de 39 ans. Il est inhumé au cimetière du Père-Lachaise (85e division).

## Filmographie
- 1931 : Les Disparus de l'ascenseur de Giulio Del Torre - René Lambert
- 1932 : Les trois Mousquetaires de Henri Diamant-Berger - film tourné en deux époques -
- 1932 : Un homme sans nom de Gustav Ucicky et Roger Le Bon - Le secrétaire
- 1933 : Les Bleus du ciel / L'Oiseau blanc de Henri Decoin
- 1933 : Gardez le sourire de Paul Fejos et René Sti - Le coiffeur, le vendeur de voitures et l'employé de banque
- 1933 : Le Maître de forges de Fernand Rivers et Abel Gance
- 1933 : Miquette et sa mère de Henri Diamant-Berger, Maurice Diamant-Berger et Henri Rollan : le contrôleur
- 1933 : Primerose de René Guissart
- 1933 : Les Requins du pétrole de Rudolph Katscher et Henri Decoin - Santos
- 1933 : Une fois dans la vie de Max de Vaucorbeil - Le speaker
- 1934 : Cessez le feu de Jacques de Baroncelli
- 1934 : La Maison dans la dune de Pierre Billon
- 1934 : Minuit, place Pigalle de Roger Richebé
- 1934 : Le suis-je ? réalisation anonyme - court métrage -
- 1935 : Adémaï au Moyen Âge de Jean de Marguenat
- 1935 : Baccara d'Yves Mirande et Léonide Moguy (premier assistant-réalisateur) - Le valet de chambre d'Elsa
- 1935 : Golgotha de Julien Duvivier
- 1935 : La Bandera de Julien Duvivier
- 1935 : Le Gangster de la place Blanche de Robert Bibal - court métrage -
- 1936 : Aventure à Paris de Marc Allégret
- 1936 : Le Golem de Julien Duvivier
- 1936 : Les Bas-fonds de Jean Renoir - Jabot de travers
- 1936 : Avec le sourire de Maurice Tourneur - Un invité à la noce
- 1936 : Le Mort en fuite d'André Berthomieu (non crédité)
- 1936 : La Belle Équipe de Julien Duvivier - Le patron du bistrot
- 1936 : L'homme du jour de Julien Duvivier
- 1936 : Salonique, nid d'espions ou Mademoiselle Docteur  de Georg Wilhelm Pabst - Un joueur de cartes
- 1936 : Monsieur Personne de Christian-Jaque - L'inspecteur Chenu
- 1936 : Pépé le Moko de Julien Duvivier - Gendron
- 1936 : Quand minuit sonnera de Léo Joannon
- 1937 : À minuit, le 7 de Maurice de Canonge - Un journaliste
- 1937 : Arsène Lupin détective de Henri Diamant-Berger - Un maître d'hôtel
- 1937 : À Venise, une nuit de Christian-Jaque - Le chauffeur de taxi
- 1937 : Boulot aviateur ou Fripons, voleurs et Cie de Maurice de Canonge
- 1937 : Chéri-Bibi de Léon Mathot - Le Lorrain
- 1937 : Le Choc en retour de Georges Monca et Maurice Kéroul
- 1937 : Nuits de feu de Marcel L'Herbier - Un soldat
- 1937 : La Dame de Malacca de Marc Allégret - Un journaliste
- 1937 : La Fessée de Pierre Caron - Le champion
- 1937 : Les Gens du voyage de Jacques Feyder - L'agent
- 1937 : Gueule d'amour de Jean Grémillon (non crédité)
- 1937 : Les Hommes sans nom de Jean Vallée
- 1937 : Un scandale aux Galeries / Et avec ça Madame de René Sti - Le coiffeur
- 1937 : La Tour de Nesle de Gaston Roudès - Louis X, le hutiin
- 1937 : Un déjeuner de soleil de Marcel Cravenne et Roger Richebé
- 1937 : Monsieur le comte est servi de Yves Mirande - court métrage -
- 1937 : Le Réserviste improvisé de André Hugon - moyen métrage -
- 1937 : Si j'avais su de Yves Mirande - court métrage -
- 1937 : Une petite fortune de Yves Mirande - court métrage -
- 1937 : Abus de confiance de Henri Decoin - Le tireur à la carabine
- 1938 : Café de Paris de Yves Mirande et Georges Lacombe - Bellanger
- 1938 : Ceux de demain / L'enfant de troupe de Adelqui Millar et Georges Pallu
- 1938 : Alexis gentleman chauffeur de Max de Vaucorbeil - Un mécano
- 1938 : L'Entraîneuse de Albert Valentin - Victor
- 1938 : Le Voleur de femmes d'Abel Gance
- 1938 : Les Disparus de Saint-Agil de Christian-Jaque - L'infirmier
- 1938 : Mon curé chez les riches de Jean Boyer
- 1938 : Retour à l'aube d'Henri Decoin
- 1938 : Le Ruisseau de Maurice Lehmann et Claude Autant-Lara
- 1938 : La Vierge folle de Henri Diamant-Berger
- 1938 : Vedette d'un jour réalisation anonyme - court métrage -
- 1939 : Circonstances atténuantes de Jean Boyer - Cinq de canne
- 1939 : La Fin du jour de Julien Duvivier - L'administrateur
- 1939 : Derrière la façade de Georges Lacombe et Yves Mirande - Le brigadier
- 1939 : Le Déserteur de Léonide Moguy
- 1939 : L'Émigrante de Léo Joannon - L'ami de Tino
- 1939 : L'Héritier des Mondésir de Albert Valentin
- 1939 : Battement de cœur de Henri Decoin - L'adjoint au maire
- 1939 : Les Musiciens du ciel de Georges Lacombe
- 1939 : Tourbillon de Paris de Henri Diamant-Berger
- 1939 : Le Veau gras de Serge de Poligny - L'électricien
- 1940 : Narcisse de Ayres d'Aguiar
- 1940 : Paris-New York de Yves Mirande
- 1940 : Untel père et fils de Julien Duvivier
- 1941 : Chèque au porteur de Jean Boyer - Le costaud
- 1941 : Le Dernier des six de Georges Lacombe - L'inspecteur Dallendier
- 1941 : Romance de Paris de Jean Boyer - Un joueur